# Jambon à la californienne
Le jambon à la californienne est un mets originaire de Berkeley, dans le comté d'Alameda, en Californie.

## Origine
C'est une déclinaison des alliances que Jeremiah Tower, chef de cuisine du restaurant Chez Panisse, mit au point au début des années 1970. Il se rendit célèbre en inscrivant à sa carte un jambon de Virginie poivré, le Smithfield ham, qu'il braisait au sauternes, farcissait aux olives et servait avec des pruneaux. Il proposait pour accompagner sa recette un Château Caillou, millésime 1947.

## Ingrédients
Pour la préparation de ce mets, il faut des tranches épaisses de jambon de Virginie, du vin blanc, des tomates, des champignons, de l'huile d'olive, un jaune d'œuf, du laurier, du basilic, du sel et du poivre. 

## Préparation
Les tranches de jambon sont d'abord braisées avec du vin blanc dans une sauteuse. Dans le même temps, les tomates, coupées en deux et épépinées, sont mises à revenir dans de l'huile d'olive avec une feuille de laurier. Les champignons émincés sont poêlés à part. Dès que la chair des tomates est devenue fondante, il y est ajouté le vin et les feuilles de basilic, cette sauce étant ensuite liée avec un jaune d'œuf. Les champignons farcissent les tranches de jambon roulées qui sont recouvertes de la sauce au vin.

## Accord mets/vin
Traditionnellement, ce mets s'accompagne du même vin qui a servi à braiser le jambon.

## Variantes
Le jambon de Virginie peut être remplacé par du jambon de Paris, le vin blanc par un vin rouge, du porto ou du madère. Jeremiah Tower proposait le Smithfield ham au madère avec un champagne Pol Roger ou un malmsey de Madère 1920.